# El Saiol (Moià)
El Saiol és una masia del municipi de Moià (Moianès) declarada bé cultural d'interès nacional.

## Descripció
Masia encarada al llevant. El parament és de pedra, presentant diverses obertures en les que podem veure fins treballs ecultòrics. L'accés es fa a través d'un arc de mig punt de grans dovelles de pedra. Destaca la seva part central damunt de l'eix de l'arc d'accés. Així mateix, hi ha, al costat sud, una altra torre un xic més baixa que l'anterior, també de planta quadrada. La coberta del conjunt és de teula a un vessant.

## Història
Edifici del segle xvi que segons alguns fou palau d'esbarjo dels comtes de Barcelona, i segons altres versions "era la casa-habitació d'un empleat dels comtes i després dels reis d'Aragó". Antigament hom l'anomenava saig o sayon del rei, vulgarment "sayo", com el batlle dels nostres temps. En el 1819 la "reverenada comunitat" (comunitat de presbíters) de Moià comprà aquesta finca. Actualment aquest casal és utilitzat com a casa de colònies.